# Луна (певица, Нидерланды)
Loona (наст. имя: Marie-José van der Kolk; род. 16 сентября 1974) — нидерландская певица. В 2000 году вышел альбом лучших песен Greatest Hits. Первый сингл с него, Latino Lover, достиг 6 места в чартах синглов Германии и Швейцарии; это испанский римейк песни You're the Greatest Lover нидерландской группы Лув.

## Дискография
Подробнее см. в статье «Loona discography» в англ. разделе.
Альбомы
- Lunita[англ.] (1999)
- Entre dos aguas (2000)
- Colors (2002)
- Wind of Time[англ.] (2005)
- Moonrise (2008)
- Rakatakata (Un Rayo de Sol) (2013)

Избранные синглы
- «Hijo de la luna» (1999)
- «Latino lover»
- «Bailando» (1998)